# Anisakioza

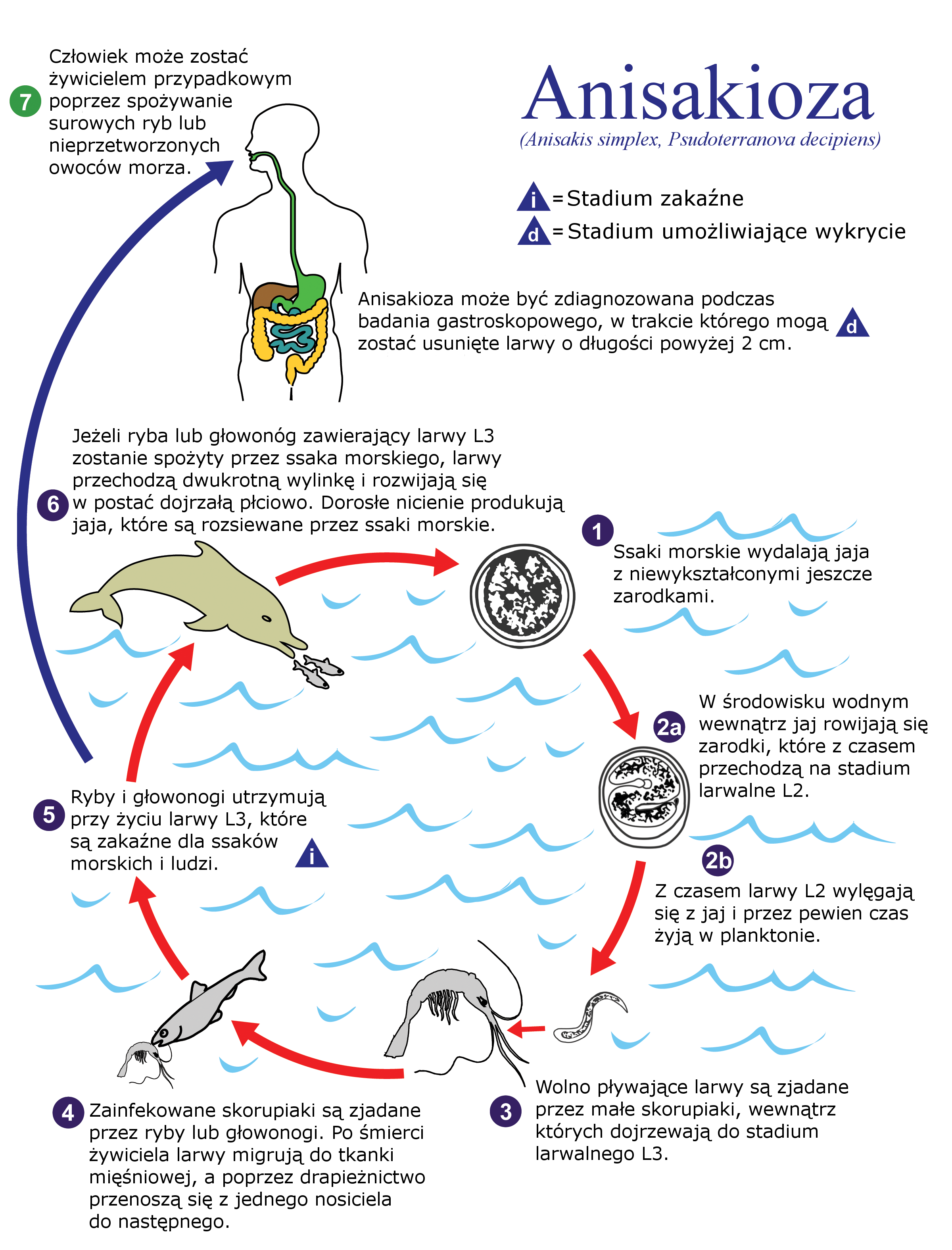
Cykl życiowy Anisakis simplex

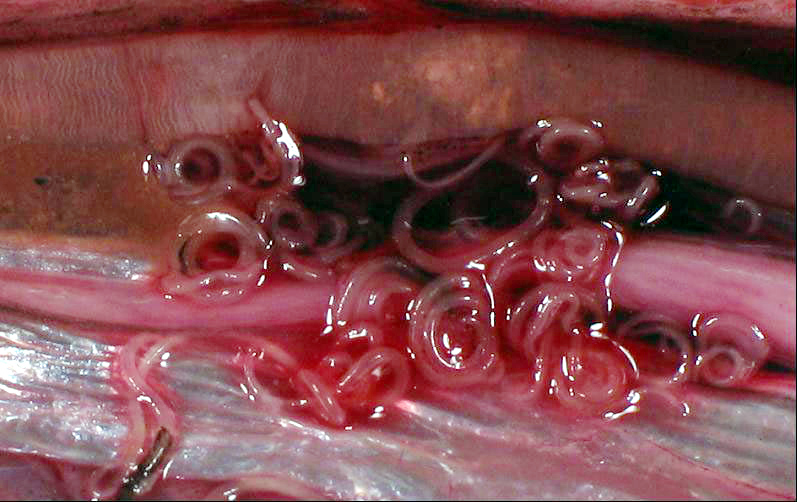
Larwy Anisakis w jamie ciała śledzia (Clupea harengus)

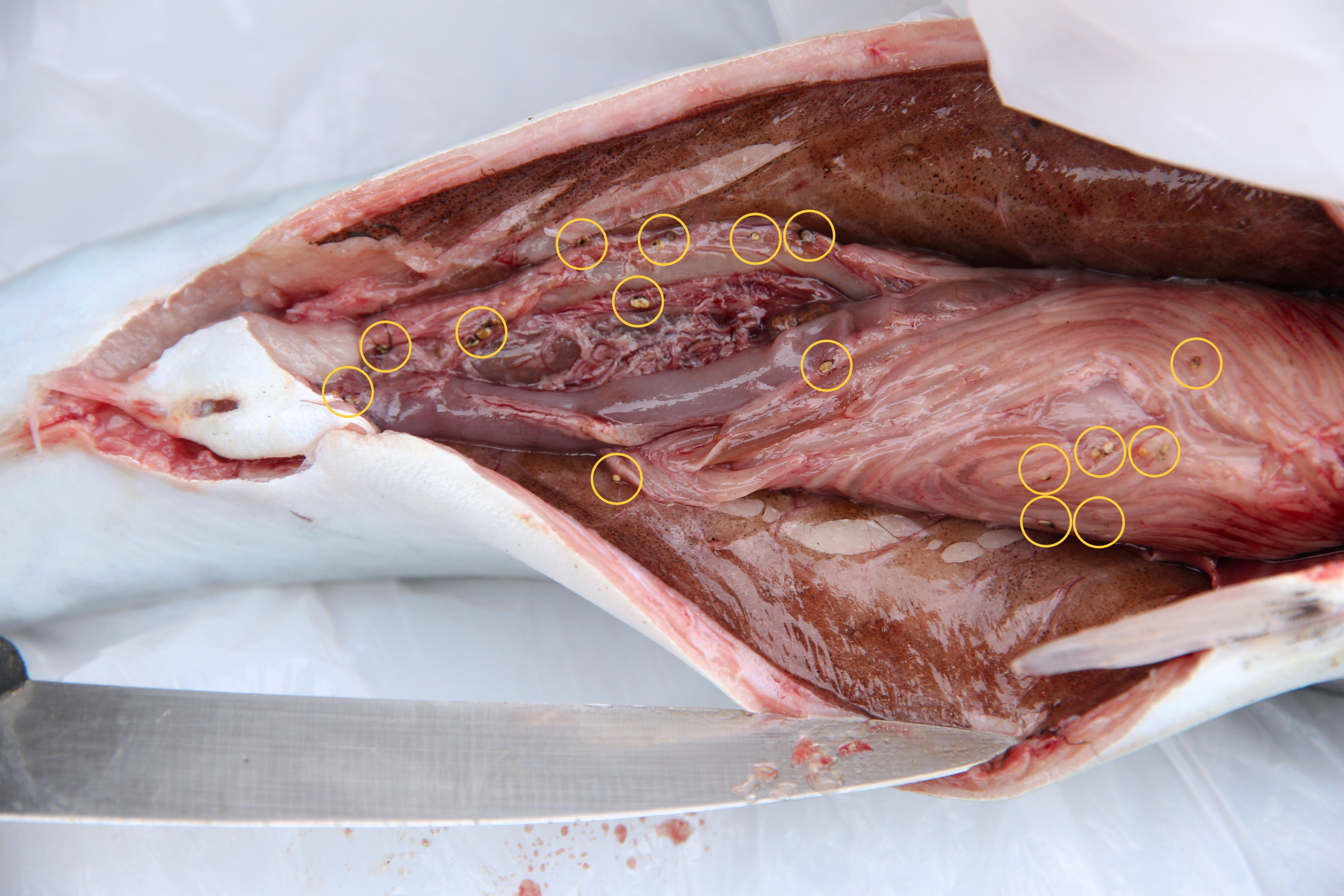
Larwy Anisakis w jamie ciała makreli (Scomber scombrus)

Anisakioza (łac. anisakiasis, ang. anisakiasis) – choroba pasożytnicza wywoływana przez nicienie z rodzaju Anisakis, a także Contracoecum i Pseudoterranova. Występuje częściej w miejscach, gdzie spożywa się ryby na surowo, w lekkiej zalewie lub solone. 

## Epidemiologia
Człowiek może stać się przypadkowym żywicielem nicieni, podczas gdy naturalnym żywicielem ostatecznym są żywiące się rybami walenie. Ponieważ jelito człowieka jest podobnym środowiskiem do jelita ssaków morskich, zdarza się, że do zarażenia dochodzi przez spożycie surowego mięsa ryb. Obszarami gdzie najczęściej do tego dochodzi są Skandynawia (po zjedzeniu wątroby dorsza), Japonia (źródłem infestacji jest sushi albo sashimi), Holandia (po spożyciu potrawy z marynowanych śledzi) i kraje Ameryki Południowej wzdłuż wybrzeża Pacyfiku (po spożyciu ceviche). W Bałtyku larwy Anisakis simplex występują u śledzi i dorszy.
Uważa się, że ryzyko zarażenia jest większe przy spożywaniu dzikich ryb; badanie Food and Agriculture Organization of the United Nations wykazało brak zarażonych łososi we wszystkich przebadanych hodowlach, podczas gdy łososie odławiane w morzu bardzo często są zarażone pasożytami. 
Efektywną metodą pozbawienia pożywienia  pasożytów jest podgrzanie go do temperatury powyżej 60 °C albo zamrożenie poniżej -20 °C. W wielu krajach zapobiegawczo mrozi się wszystkie złowione ryby w celu zabicia ewentualnych pasożytów.

## Objawy i przebieg
W ciągu kilku godzin od spożycia ryby zarażonej robakami, mogą wystąpić pierwsze objawy: silny ból brzucha, nudności i wymioty. Niekiedy larwy wydalane są podczas kaszlu przez jamę ustną. Zajęcie ściany jelita przez larwy Anisakis może spowodować po 1–2 tygodniach od zarażenia silny odczyn zapalny z naciekiem z eozynofilów i objawy przypominające chorobę Crohna.

## Reakcje alergiczne
Niekiedy u ludzi po spożyciu ryb zarażonych Anisakis występuje silna reakcja anafilaktyczna, związana z działaniem toksyn uwalnianych przez pasożyty do tkanek ryby. Reakcje na alergeny Anisakis nie są sprawdzane w standardowych testach uczuleniowych, dlatego alergie te mylnie rozpoznawane są jako uczulenie na mięso ryb.

## Rozpoznanie
Diagnozę można postawić przeprowadzając gastroskopię i wydobywając larwy do badania parazytologicznego albo pobierając wycinek ściany jelita do badania histopatologicznego. 

## Leczenie
Pasożyty z rodzaju Anisakis i pokrewne nicienie nie przeżywają długo w przewodzie pokarmowym człowieka, dlatego leczenie w większości przypadków jest zachowawcze. Jedynie niedrożność jelita cienkiego, mogąca wystąpić w przebiegu infestacji pasożytami, jest wskazaniem do zabiegu chirurgicznego. Dobre wyniki leczenia niedrożności osiągano też stosując albendazol.